# بخش مظفرآباد

بخش مظفرآباد پاکستان روی نقشه

بخش مظفرآباد (انگلیسی: Muzaffarabad Division) یکی از بخش‌های پاکستان در کشمیر آزاد بود که در اصلاحات انجام‌گرفته در سال ۲۰۰۰، ساختار بخش در پاکستان حذف گردید. اما در سال ۲۰۰۸ مجدداً بازگردانده شد. ناحیه‌های آن عبارت بودند از:
- ناحیه مظفرآباد
- ناحیه نیلم
- Hattian Bala District